# Kvíčovice
Kvíčovice (deutsch Kwitschowitz) ist eine Gemeinde in Tschechien. Sie liegt zwei Kilometer westlich von Holýšov und gehört zum Okres Plzeň-jih.

## Geographie

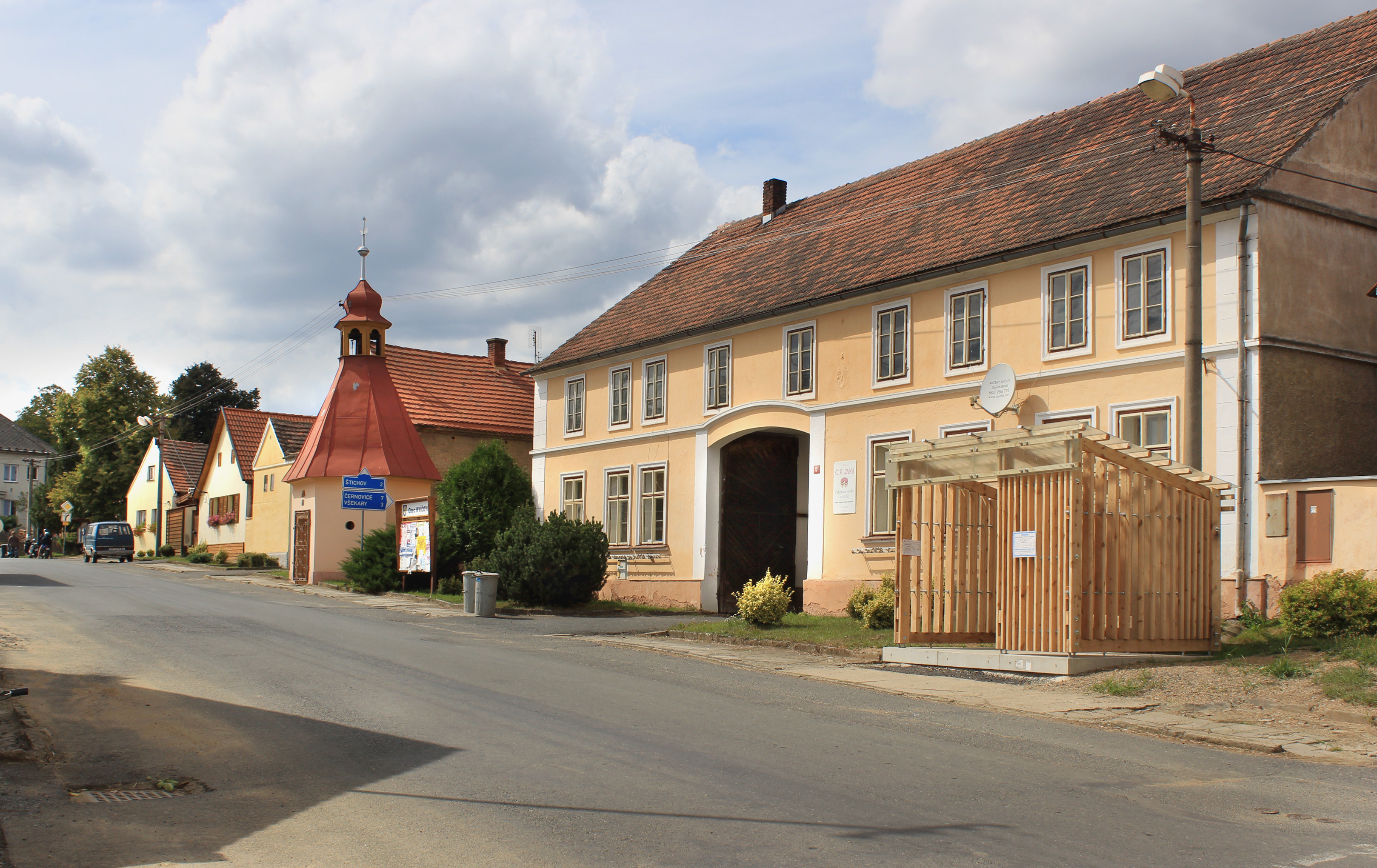
Der Dorfplatz

Kvíčovice befindet sich im Pilsener Hügelland an der Einmündung des Baches Neuměřský potok in die Chuchla. Im südlichen Teil des Dorfes liegt der aus einem Steinbruch entstandene Teich Návesní rybník. Nördlich erheben sich der Na Plachtě (456 m) und die Hořina (Horzina, 404 m) sowie im Nordwesten der Boušov (Scharaberg, 476 m). Östlich des Dorfes verläuft die Staatsstraße I/26 zwischen Staňkov und Holýšov.

## Geschichte
Die erste urkundliche Erwähnung des Ortes erfolgte im Jahre 1379 als Besitz des Oldřich von Kvíčovice. Im 15. Jahrhundert wurde das Gut Kvíčovice zunächst an die Herrschaft Příchovice und danach an das Gut Čečovice angeschlossen. Im Jahre 1546 kauften die Herren Lobkowicz von Hassenstein das Gut Čečovice auf und vereinigten es mit ihrer Herrschaft Bischofteinitz. Bis zur Mitte des 19. Jahrhunderts blieb Kwitschowitz nach Bischofteinitz untertänig.
Nach der Aufhebung der Patrimonialherrschaft bildete Kvíčovice/Kwitschowitz ab 1850 mit dem Ortsteil Neuměř eine Gemeinde im Klattauer Kreis und Gerichtsbezirk Bischofteinitz. Ab 1868 gehörte die Gemeinde zum Bezirk Bischofteinitz. Im Jahre 1913 lebten in den 91 Häusern von Kvíčovice 472 durchweg tschechischsprachige Einwohner. Neuměř wurde 1921 eigenständig. 1940 bestand Kvíčovice aus 107 Häusern, in denen 541 Personen lebten. 1949 wurde die Gemeinde dem Okres Stod zugewiesen, seit dessen Aufhebung im Jahre 1960 gehörte sie zum Okres Domažlice. 1960 erfolgte die Eingemeindung von Štichov, drei Jahre später kamen noch Neuměř und Všekary hinzu. Zwischen 1984 und 1990 war Kvíčovice ein Ortsteil von Holýšov. Zum 1. Januar 2021 wechselte die Gemeinde in den Okres Plzeň-jih.

## Gemeindegliederung
Für die Gemeinde Kvíčovice sind keine Ortsteile ausgewiesen. Zu Kvíčovice gehört die Einschicht U Šmídů.

## Sehenswürdigkeiten
- Kapelle auf dem Dorfplatz
- Aussichtsturm Kvíčovice, auf einer Anhöhe über dem Dorfteich